# Verwaltungsgemeinschaft Niedere Börde
Die Verwaltungsgemeinschaft Niedere Börde war eine Verwaltungsgemeinschaft im Ohrekreis in Sachsen-Anhalt und hatte ihren Sitz in Groß Ammensleben.

## Mitgliedsgemeinden
- Dahlenwarsleben
- Groß Ammensleben
- Gutenswegen
- Jersleben
- Klein Ammensleben
- Meseberg
- Samswegen
- Vahldorf

## Geschichte
Die Verwaltungsgemeinschaft Niedere Börde wurde am 1. Januar 1994 gegründet. Sie wurde zum 1. Januar 2004 aufgelöst und die Gemeinden gründeten durch freiwilligen Zusammenschluss die neue Einheitsgemeinde Niedere Börde.

## Politik

### Wappen
Das Wappen wurde am 26. Mai 1998 durch das Regierungspräsidium Magdeburg genehmigt.
Blasonierung: „In Grün über zwei parallelen, schwarz konturierten Wellenleistenstäben ein offener silberner Torbogen (Korbbogen), in der Toröffnung ein abgeschnittener Pferderumpf.“
Die Farben der Gemeinde sind Silber (Weiß) - Grün.
Es soll die Architektur der Toreinfahrten der Bördehöfe in diesem Territorium verbunden werden mit der Würdigung der Pferde, die täglich durch diese Tore auf die Felder zogen. Weiterhin soll die Toreinfahrt gleichzeitig das Tor von Norden her (Altmark) in die Börde symbolisieren. Die beiden Wellenbalken gelten der geografischen Parallelität von Ohre und Mittellandkanal, die das Gebiet der Gemeinde durchqueren.